# يوليان سالامون
يوليان سالامون (بالألمانية: Julian Salamon)‏ هو لاعب كرة قدم نمساوي في مركز الهجوم، ولد في 1 مايو 1991 في Oberpullendorf ‏ في النمسا. لعب مع 1. Wiener Neustädter SC ‏.

## وصلات خارجية
- يوليان سالامون على موقع قاعدة بيانات كرة القدم.إي يو (الإنجليزية)
- يوليان سالامون على موقع Soccerway.com (الإنجليزية)
- يوليان سالامون على موقع عالم كرة القدم.نت (الإنجليزية)